# Kenyas damlandslag i fotboll
Kenyas damlandslag i fotboll representerar Kenya i fotboll på damsidan. Dess förbund är Football Kenya Federation.